# Carmen González (đầu bếp)
Carmen González là một đầu bếp chuyên nghiệp, chủ nhà hàng và một nhà truyền thông.
González lớn lên ở thị trấn ven biển Puerto Rico của Aguadilla trước khi chuyển đến trường nhà hàng New York để theo đuổi sự nghiệp ẩm thực. Sau đó, cô được đào tạo bởi đầu bếp Barry Wine tại The quilted Giraffe ở thành phố New York trước khi cuối cùng mở nhà hàng của riêng mình, nhà hàng Carmen ở Coral Gables, Florida.

## Thạc sĩ đầu bếp hàng đầu
Trong mùa thứ hai của Top Chef Masters (tháng 3 năm 2010), González đã cạnh tranh với 21 đầu bếp nổi tiếng cho danh hiệu "Master Chef hàng đầu" và một giải thưởng cho tổ chức từ thiện của họ. Trong buổi ra mắt mùa, đầu bếp Carmen thấy mình trong một tình huống gần như buộc cô phải từ bỏ cuộc thi. Tuy nhiên, Đầu bếp Carmen đã xoay xở để ứng biến những điều xui xẻo và cuối cùng kiếm được điểm số cao nhất, đủ điều kiện cho Vòng Chung kết. Tổ chức từ thiện của đầu bếp Carmen là ASPCA 

## Nhà hàng
- Nhà hàng Carmen, Coral Gables, Florida.
- Carmen tại Danforth, Portland, Maine

## Giải thưởng
- Ngày 30 tháng 4 The Miami Dade Count Office of the Mayor trưởng: Ngày đầu bếp của Carmen
- Câu lạc bộ nam sinh năm 2008: Giải thưởng phụ nữ NY ngoan cường
- Ngôi sao đang lên 2004: Đầu bếp ngôi sao [13]
- 2003 Ocean Drive: 8 đầu bếp giỏi nhất
- 1999 Hạ viện: Washington DC: Nữ anh hùng vô danh của Florida
- 1996 
  - Thống đốc Florida Lawton Chiles: Giải thưởng Finest Florida
  - Liên minh Quốc gia Phụ nữ Mỹ gốc Tây Ban Nha: Người phụ nữ của năm 1996
- Tạp chí Nam Florida năm 1995: Up and Comers of South Florida Award

## Nhận xét về nhà hàng của Carmen
- Cuốn sách "Nhà hàng hàng đầu nước Mỹ", 2004, 2005, 2006 Zagat
- "Bốn giải Kim cương, 2004, 2005, 2006" AAA
- "Một trong 50 nhà hàng Tây Ban Nha tốt nhất 2004, 2005, 2006" Tạp chí Tây Ban Nha
- "Giải thưởng Xuất sắc 2004, 2005, 2006" Wine Spectator
- "Thực phẩm tốt nhất Puerto Rico 2005" Miami New Times [14]
- "Hamburger tốt nhất 2005" Miami Thời báo mới
- "Nhà hàng mới tốt nhất 2004" Miami New Times [15]
- "Một trong những nhà hàng mới tốt nhất ở Mỹ 2003" Tạp chí Esquire
- "Nhà hàng mới tốt nhất của bang" Florida Trend

## liên kết ngoài
- Trang chủ chính thức Lưu trữ ngày 26 tháng 11 năm 2018 tại Wayback Machine